# Rocafuerte (ort)
Rocafuerte är en ort i Ecuador.   Den ligger i provinsen Manabí, i den västra delen av landet, 230 km väster om huvudstaden Quito. Rocafuerte ligger 25 meter över havet och antalet invånare är 10 274.
Terrängen runt Rocafuerte är kuperad österut, men västerut är den platt. Runt Rocafuerte är det ganska tätbefolkat, med 120 invånare per kvadratkilometer. Närmaste större samhälle är Portoviejo, 14,5 km söder om Rocafuerte. Trakten runt Rocafuerte består till största delen av jordbruksmark.